# Средиземноморски сокол
Средиземноморският сокол (Falco eleonorae) е средно голяма птица от семейство Соколови (Falconidae) срещаща се и в България. Размаха на крилете му достига около 90 cm. Цветът на оперението му варира много, по-светлите птици приличат много на сокол орко, но са по-големи, а по-тъмните и някои млади, могат да създадат впечатление, че са почти черни.

## Разпространение и биотоп
Прелетен вид, както подсказва името му гнезди почти единствено по средиземноморските острови и някои острови в Антлантическия океан в близост до северна Африка, повечето представители на вида зимуват на остров Мадагаскар.

## Начин на живот и хранене
Хищна птица, начина ѝ на лов е сходен с този на сокола орко, храни се предимно с птици, които улавя по време на полет. Възползва се основно от мигриращи птици, които преминават през островите на Средиземно море и тъй като те летят най-често нощем, средиземноморския сокол също ловува и късно вечер, почти до настъпването на пълна нощ. Негова плячка стават птици с размерите максимум на гургулица.

## Размножаване
Гнезди през август, възползвайки се от изобилието на мигриращи птици, които точно в този момент са най-добре охранени. Гнездото е разположено най-често на непристъпни скали, скални пукнатини или пещери. Често заема и отделни издадени скални островчета в морето, понякога може да образува и колонии.

## Допълнителни сведения
На територията на България се среща като много рядко изключение и е обявен за защитен вид.